# Daryl Gardener
Daryl Ronald Gardener (Baltimora, 25 febbraio 1973) è un ex giocatore di football americano statunitense che ha giocato nel ruolo di defensive tackle nella National Football League. Fu scelto come 20º assoluto nel Draft NFL 1996 dai Miami Dolphins. Al college ha giocato a football alla Baylor University.

## Carriera professionistica
Gardener fu scelto nel primo giro del Draft 1996 dai Miami Dolphins. Vi giocò stabilmente come titolare fino al 2001, con un massimo di 5,0 sack nel 1999. Nel 2002 passò per una stagione ai Washington Redskins disputando 15 gare tutte come titolare con 52 tackle e 4 sack. Passò l'ultima stagione della carriera disputando cinque gare coi Denver Broncos nel 2003.

## Palmarès
- PFWA All-Rookie Team - 1996

## Statistiche
| Tackle     | 212  |
| Sack       | 19,0 |
| Intercetti | 0    |